# Coordt von Mannstein
Coordt von Mannstein (* 8. März 1937 in Flensburg) ist ein deutscher Kommunikationsdesigner, Hochschullehrer sowie Unternehmer.

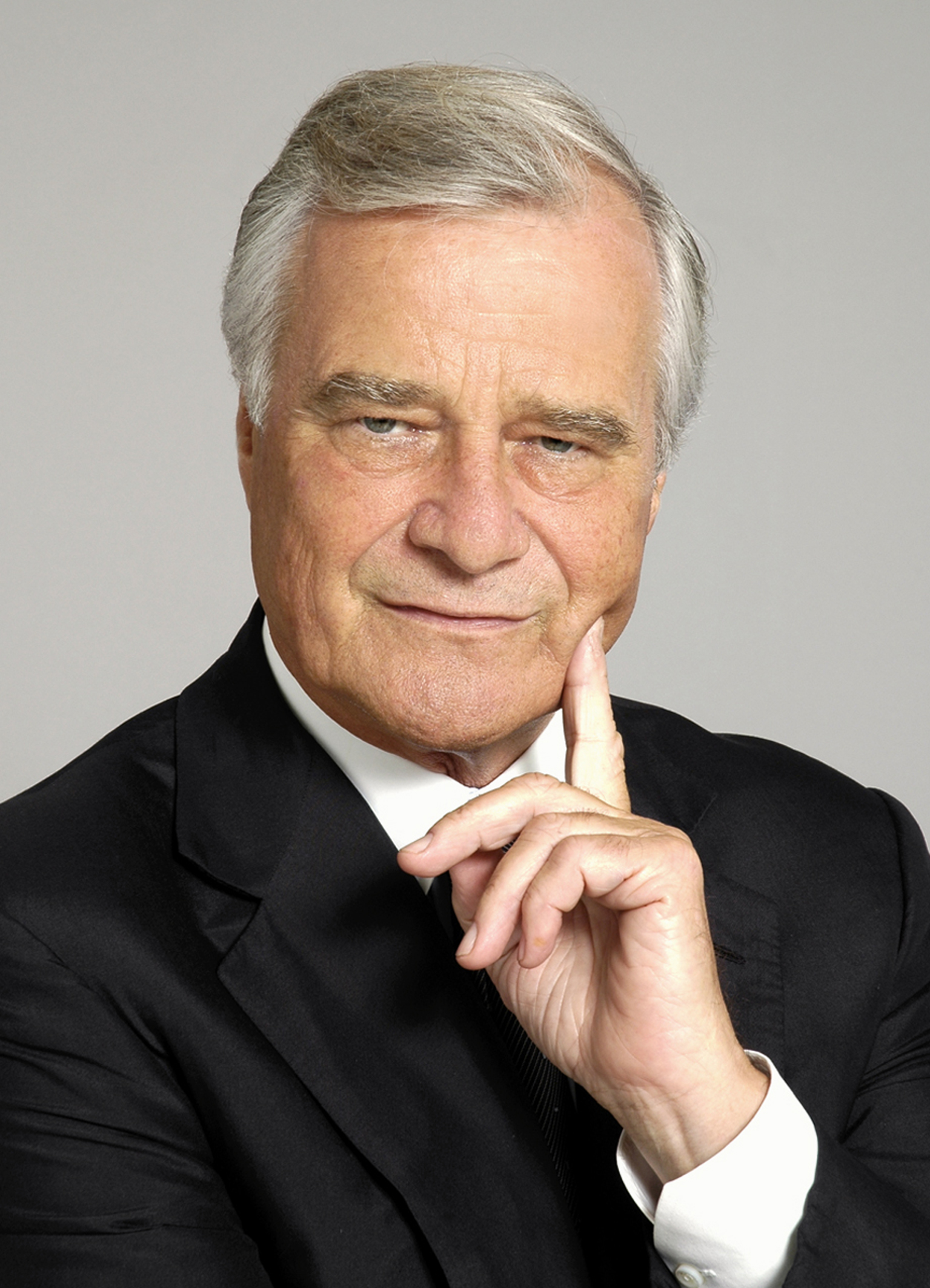
Coordt von Mannstein

## Werdegang

Logo der Olympischen Spiele 1972

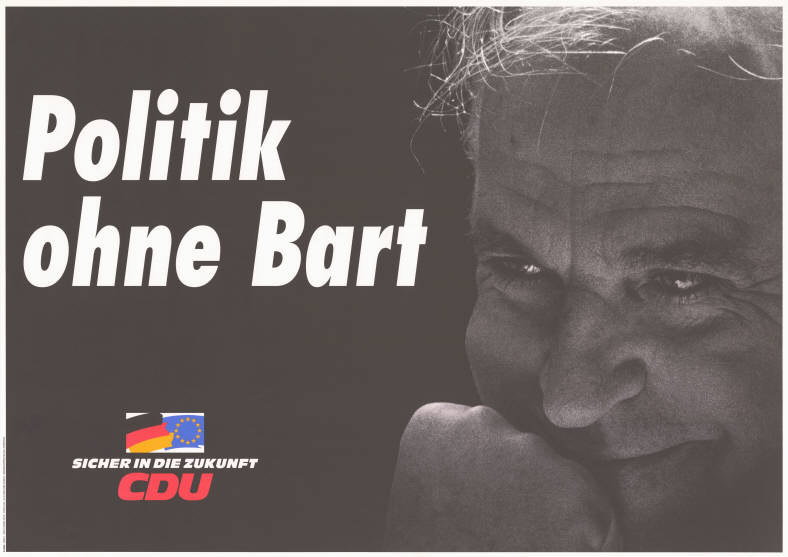
Werbeplakat zur Bundestagswahl 1994

Nach dem Besuch der Schulen Schloss Salem (1947–1954) absolvierte Coordt von Mannstein Volontariate in den Ateliers der Grafikdesigner Anton Stankowski und Willi Eidenbenz. 1958 bis 1961 studierte er visuelle Kommunikation an der Staatlichen Akademie der Bildenden Künste in Stuttgart.
Als Leiter einer Gruppe für visuelle Kommunikation bei der Bayer AG errang von Mannstein mit seinem Team internationale Anerkennung, die vielfach ausgezeichneten und veröffentlichten Arbeiten wurden als Gruppenausstellung in New York, Toronto und Tokio gezeigt. Das Museum of Modern Art nahm künstlerisch gestaltete Plakate in seine Sammlung auf.
Von Mannstein war 1965 Mitbegründer und geschäftsführender Gesellschafter der Design-Agentur Graphicteam in Köln. In dieser Zeit absolvierte er ein Studium an der Rheinisch-Westfälischen Werbeakademie, in der er später als Dozent tätig war.
1968 machte er sich mit Gründung der von Mannstein Werbeagentur und Medical Innovation in Köln selbständig.
1974 wurde er Universitätsprofessor für visuelle Kommunikation an der Universität Essen, 2002 wurde er emeritiert.
Von Mannstein machte sich neben Kampagnen für Markenartikel, Investitionsgüter und Healthcare-Produkte auch einen Namen im politischen Bereich. Über 60 Wahlkämpfe auf Bundes-, Landes- und kommunaler Ebene hat die auf Wahlkampf spezialisierte Gruppe „von mannstein political communication“ konzipiert und durchgeführt. Unter anderem gestaltete er zwischen 1976 und 1998 sieben Bundestagswahlkämpfe für Helmut Kohl.
Im Designbereich zählt das offizielle Emblem der Olympischen Spiele in München 1972 zu den bekanntesten von Coordt von Mannstein entworfenen Zeichen.
Daneben hat er diverse Postwertzeichen für die Bundesrepublik Deutschland entworfen.

## Ehrungen
- Bundesverdienstkreuz am Bande (14. September 1998),[1] für seine ehrenamtliche Tätigkeit im sozialen Bereich

## Organisationen
- Vorsitzender des Beirats der Klüh-Stiftung für Innovation in Wissenschaft und Forschung
- Mitglied im Kuratorium der Stiftung Daheim im Heim
- Mitglied im Kuratorium der Stiftung Brot gegen Not
- Vorsitzender der Jury : Deutsche Bank Stiftung „Jugend interpretiert Kunst“
- bis 2009: Vorstandsmitglied/Vizepräsident der ZNS Hannelore Kohl Stiftung